# 女王陛下のピチカート・ファイヴep
「女王陛下のピチカート・ファイヴep」（じょおうへいかのピチカート・ファイヴ イーピー）は、2018年5月16日に発売された、ピチカート・ファイヴの7インチ・シングル。

## 解説
1989年7月リリースのアルバム『女王陛下のピチカート・ファイヴ』から、Original Love（当時は“ORIGINAL LOVE”表記）のヴァージョンでも知られる「夜をぶっとばせ」、高浪慶太郎の作曲によるインスト・ナンバー「オードリィ・ヘプバーンの休日」、小西康陽作詞作曲のロックナンバー「新ベリッシマ」の3曲を収録。小西監修によるコンピレーション・アルバム『エース』シリーズから、アナログ化の要望が多かった田島貴男がボーカルを務めていた時代のアルバムから3曲を選りすぐった本作は、3代目ボーカリスト・野宮真貴が正式メンバーとして加入する以前にメイン・ヴォーカリストとして最初に参加した最初のシングル「ラヴァーズ・ロック」のアナログ7インチ・シングルと同時リリースされた。

## パッケージ、アートワーク
バーニー・グランドマンによる2018カッティング、オランダのレコード・インダストリー社でのプレス。スリーブは国内で制作・製造されたものが使われた完全生産限定盤。ジャケットは『女王陛下のピチカート・ファイヴ』リリース時に作成されたプロモーション用アナログ盤のジャケットをリサイズし、小西によるアレンジを加えたゲイトフォールドジャケット仕様。
レーベル・デザインはプロモーション用アナログ盤からトレースしたものを使用。2017年リリースの「カップルズep」と「ベリッシマep」同様、レコード盤の中心がLPレコードと同じサイズのEP盤。またA面/B面とも、盤の内周部にマトリクス番号のほか、バーニー・グランドマンによるレコード番号と“BG”の刻印がある。

## 収録曲

### SIDE A
1. 夜をぶっとばせ  –  (3'20")
作詞：小西康陽    作曲：田島貴男

### SIDE B
1. オードリィ・ヘプバーンの休日  –  (1'25")
作曲：高浪慶太郎
2. 新ベリッシマ  –  (3'01")
作詞・作曲：小西康陽

## クレジット
| - ON HER MAJESTY'S REQUEST ep - Pizzicato Five 2018                      |
|                                                                          |
| Supervisor : 小西康陽                                                    |
| The group : 小西康陽 高浪慶太郎 田島貴男                                 |
| Executivee Producer : 華岡徹 (SMDR) 加納糾 (SMDR)                        |
| Producer : 滝瀬茂 (SMDR) / Director : 蒔田聡 (SMDR)                      |
| Re-mastering Engineer : 茅根裕司 (Sony Music Stadios Tokyo)              |
| Cutting Engineer : Bernie Grundman (Bernie Grundman Mastering Hollywood) |
|                                                                          |
| Vinyl Disc Pressing : RECORD INDUSTRY (Holland)                          |
| Original Design : 信藤三雄                                               |
| Artwork Refinement : 林田親悟 (SMDR)                                     |
| Marketing : 石井宏明 (SMDR) / Product Coordination : 星野真実 (SMC)      |

| Special Thanks | : | - 山崎弘崇 (readymade entertainment inc.) - WONDERFUL WORLD, The Greatest Hits, Pied Piper House |

## リリース日一覧
| 地域 | タイトル                         | リリース日    | レーベル                                      | 規格               | カタログ番号 | 備考             |
| ---- | -------------------------------- | ------------- | --------------------------------------------- | ------------------ | ------------ | ---------------- |
| 日本 | 女王陛下のピチカート・ファイヴep | 2018年5月16日 | GREAT TRACKS / Sony Music Direct (JAPAN) Inc. | 7"シングルレコード | MHKL 12      | 完全生産限定盤。 |